# Gryphaeidae
Famille
Les Gryphaeidae sont une famille de mollusques bivalves de l'ordre des Ostreida, vivantes ou fossiles.

## Fossiles

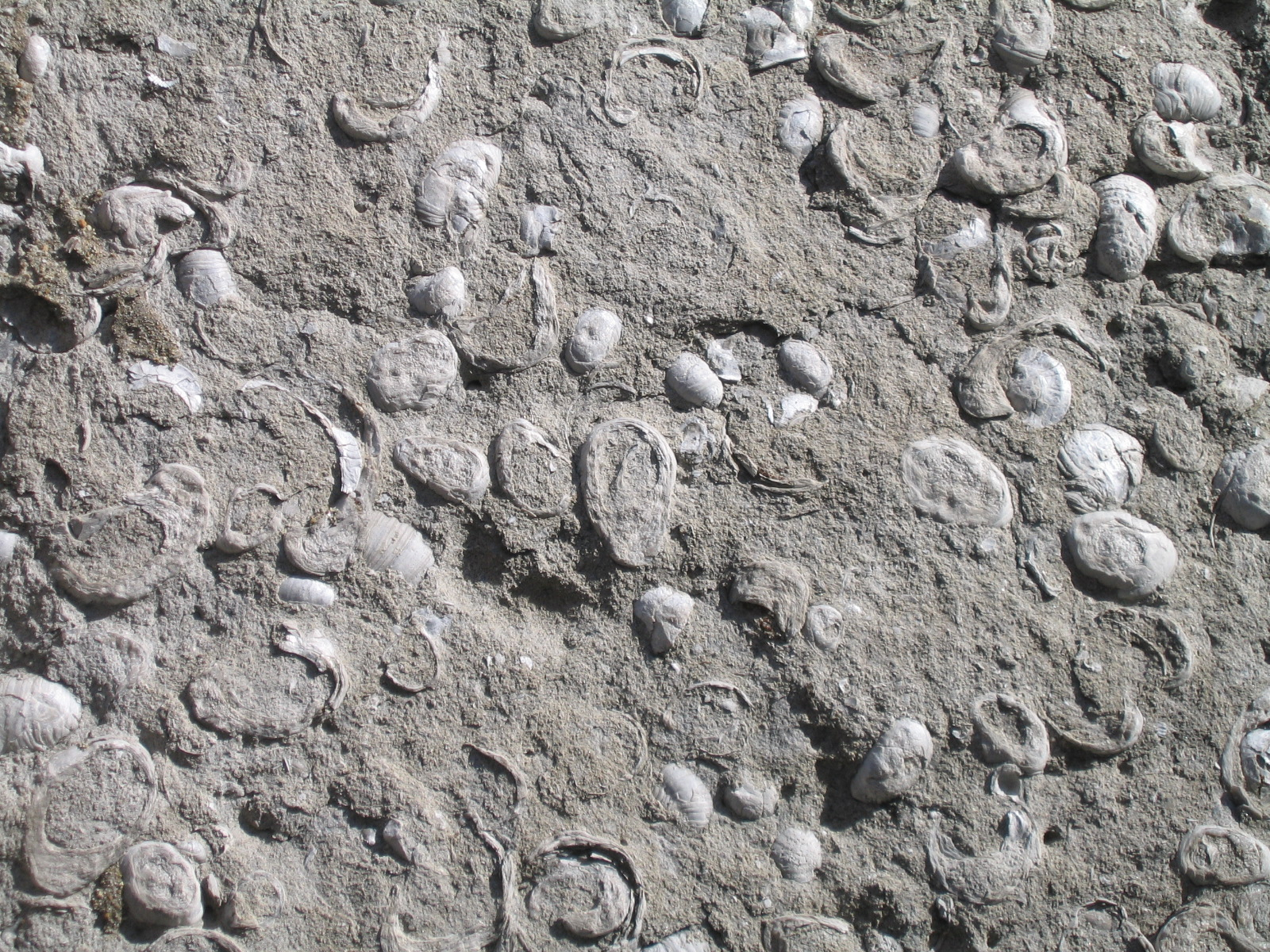
« Calcaire à gryphées » (région lyonnaise).

Les Gryphaeidae, très abondantes dans certains dépôts du Lias, caractérisent le « Calcaire à gryphées », une roche lumachellique très utilisée dans certaines régions pour la construction et les dallages.

## Classification
La famille des Gryphaeidae est décrite en 1936 par le géologue ukrainien Oleg Stepanovich Vyalov (23 janvier 1904 - 1er juin 1988),,. Elle comporte de très nombreux groupes fossiles parfois très abondants dans certains calcaires, mais aussi une poignée de genres actuels. 

## Liste des genres et espèces
Selon World Register of Marine Species (9 janvier 2015) :
- sous-famille Pycnodonteinae Stenzel, 1959
  - genre Empressostrea Huber & Lorenz, 2007
    - espèce Empressostrea kostini M. Huber & Lorenz, 2007

  - genre Hyotissa Stenzel, 1971
    - espèce Hyotissa hyotis (Linnaeus, 1758)
    - espèce Hyotissa inermis (G. B. Sowerby II, 1871)
    - espèce Hyotissa mcgintyi (Harry, 1985)
    - espèce Hyotissa numisma (Lamarck, 1819)
    - espèce Hyotissa quercina (G. B. Sowerby II, 1871)
    - espèce Hyotissa sinensis (Gmelin, 1791)

  - genre Neopycnodonte Stenzel, 1971
    - espèce Neopycnodonte cochlear (Poli, 1795)
    - espèce Neopycnodonte zibrowii Gofas, Salas & Taviani, 2009

  - genre Pycnodonte Fischer von Waldheim, 1835
    - espèce Pycnodonte taniguchii Hayami & Kase, 1992
- genre Crenostrea Marwick, 1931 †
- genre Gryphaea Lamarck, 1801 †

Classification des taxons fossiles selon Paleobiology Database (9 janvier 2015) :
- Sous-famille †Exogyrinae Vialov, 1936

Genre  †Aetostreon Bayle, 1878 (discuté)
Genre  †Amphidonte Fischer von Waldheim, 1829
Genre  †Costagyra Vialov, 1936
Genre  †Exogyra Say, 1820
Genre  †Fluctogyra Vialov, 1936
Genre  †Gryphaeostrea Conrad, 1865
Genre  †Gyrostrea Mirkamalov, 1963
Genre  †Nanogyra Beurlen, 1958
Genre  †Nutogyra Vialov, 1936
Genre  †Planospirites Lamarck, 1801
Genre  †Vultogryphaea Vialov, 1936
- Sous-famille †Gryphaeinae Vialov, 1936

Genre  †Africogryphaea Freneix, 1963
Genre  †Deltoideum Rollier, 1917
Genre  †Gryphaea Lamarck, 1801
Genre  †Liostrea DouvillŽ, 1904
Genre  †Pernostrea Munier-Chalmas, 1864
Genre  †Praeexogyra Charles, 1952
- Sous-famille Pycnodonteinae Stenzel, 1959

Genre  †Gigantostrea (Sacco, 1897)
Genre  Hyotissa Stenzel, 1971
Genre  †Labrostrea Vialov, 1936
Genre  Neopycnodonte Stenzel, 1971
Genre  Pycnodonte (Fischer von Waldheim, 1835)
- Sous-familleIncertae sedis

Genre †Parahyotissa Harry, 1985
Genre †Rhynchostreon'

## Galerie

Pycnodonte vesicularis
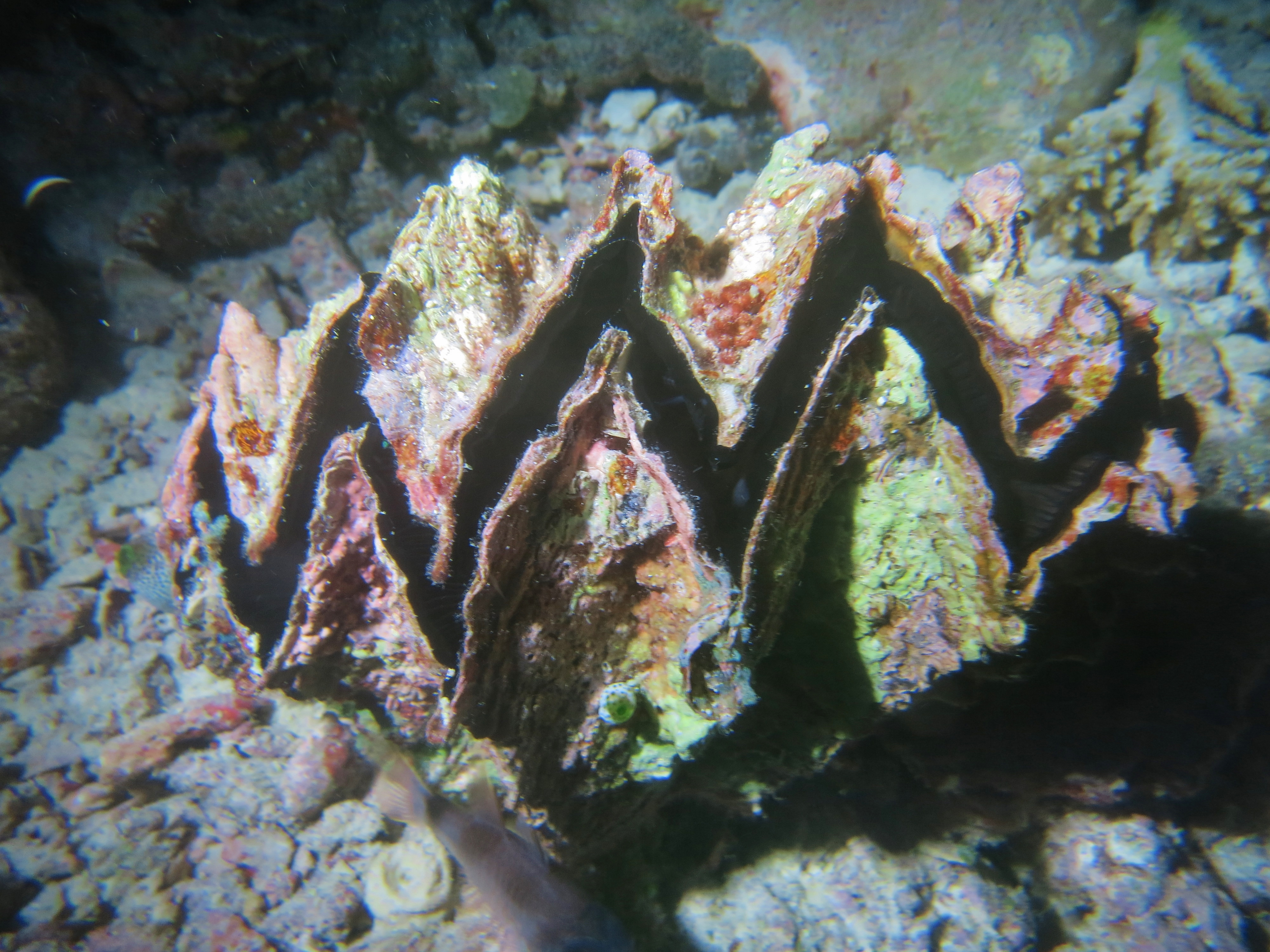
Huître alvéolée (Hyotissa hyotis)
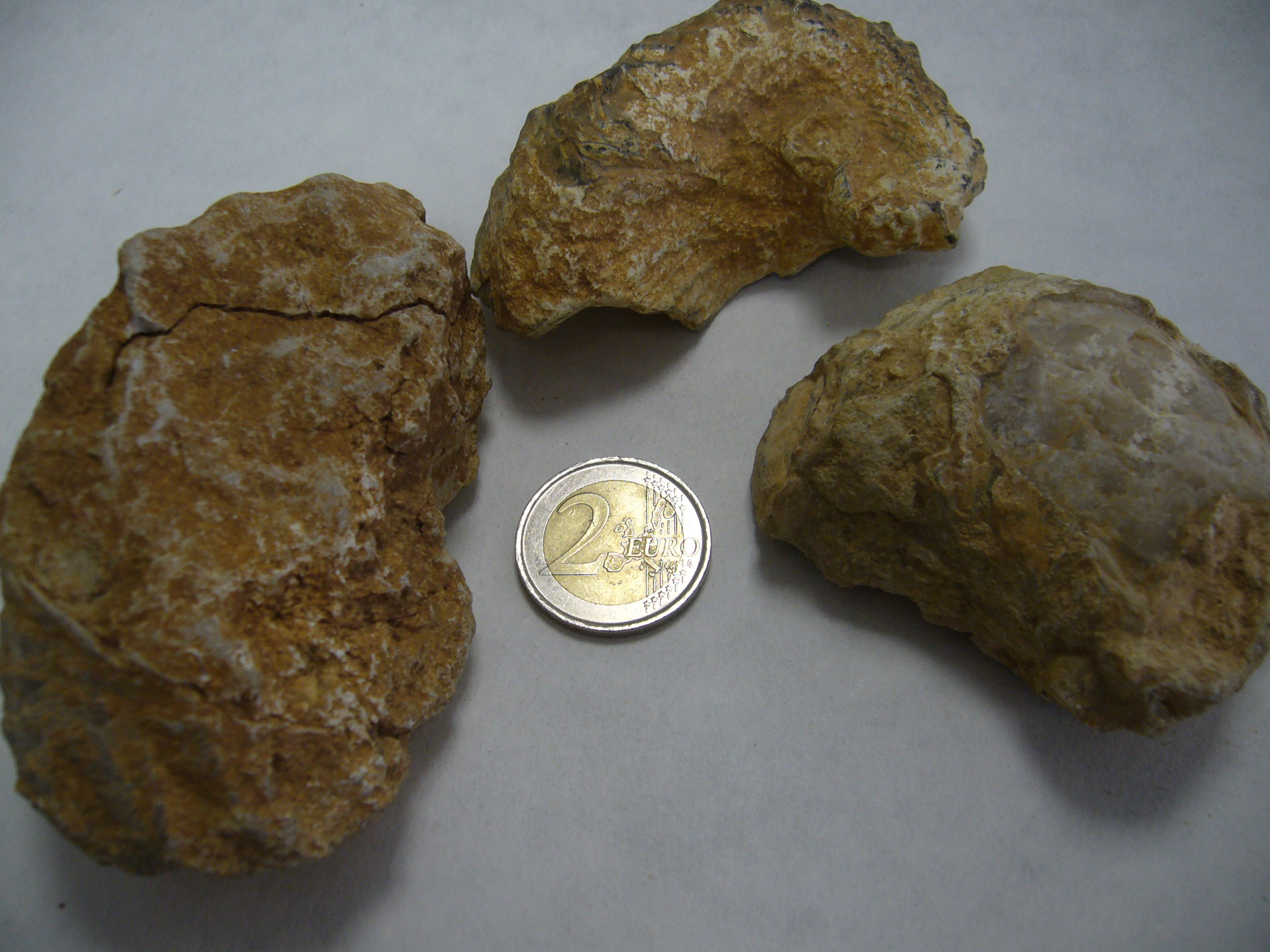
Exogyra flabellata
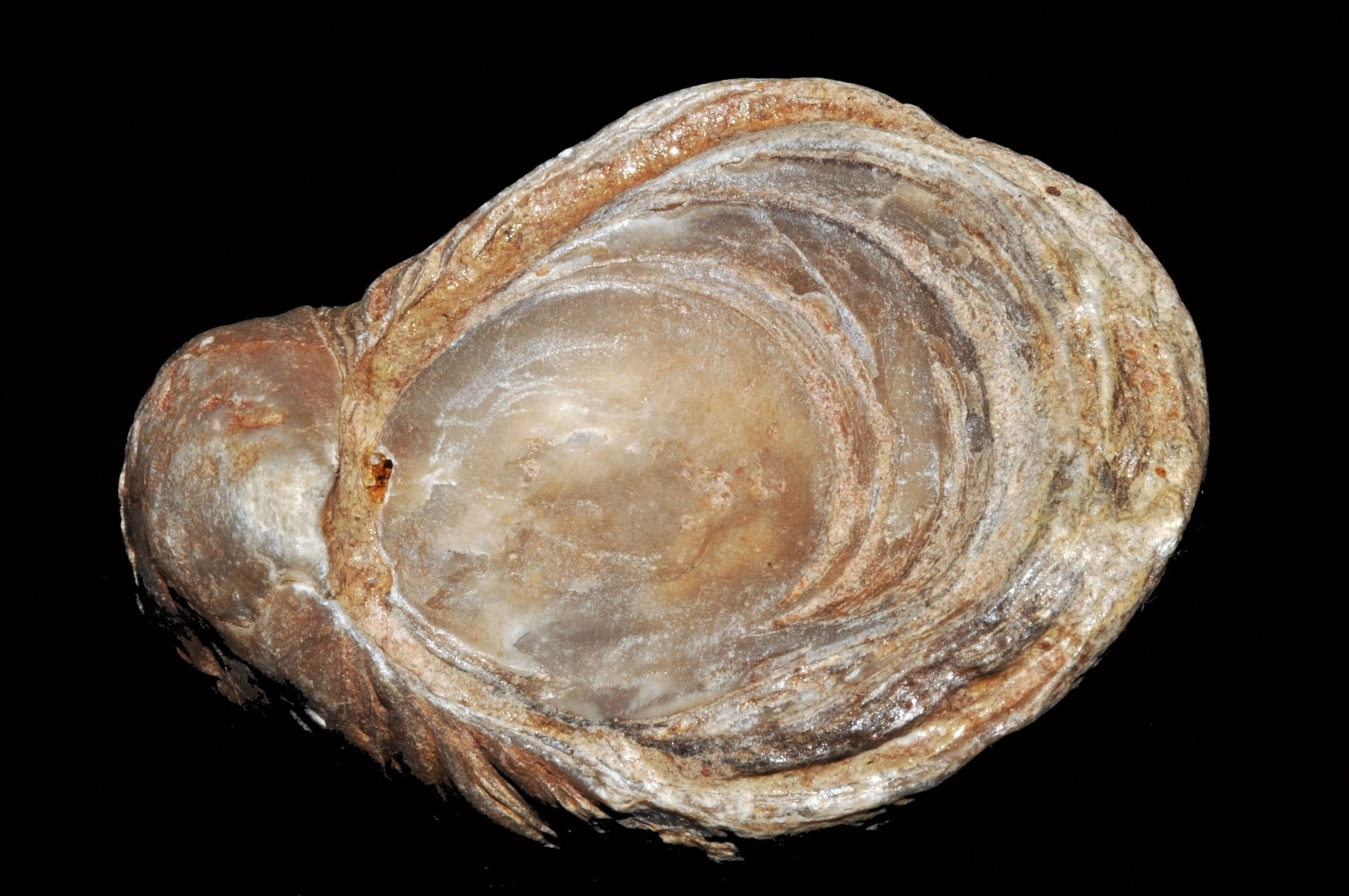
Gryphaea arcuata
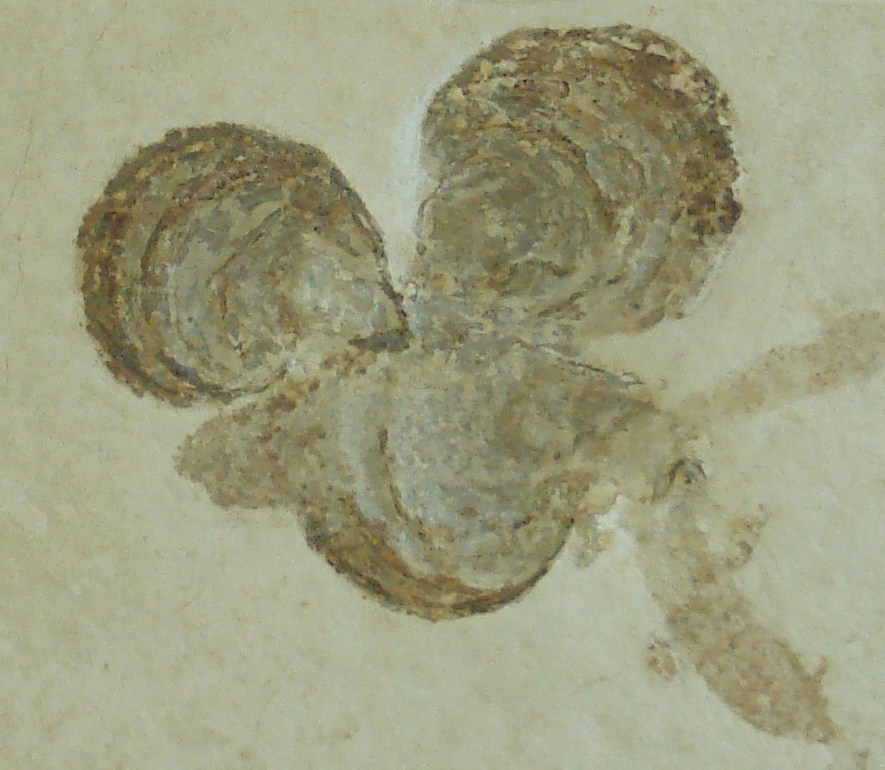
Liostrea socialis

### Publication originale
- [1936] Oleg Stepanovich Vyalov, « Sur la classification des huîtres », Comptes Rendus (Doklady) De l’Académie Des Sciences De l’URSS, vol. ser. 2, 4, no 1,‎ 1936, p. 17–20.